# Кућа значајна за НОБ у Турији
Кућа значајна за НОБ је објекат који се налази у Србобрану и представља непокретну културно добро као споменик културе Србије.

## Опште информације
Кућа се налази у Улици Вука Караџића бр. 52 у насељу Турија. Значајна је за проучавање историје Народноослободилачке борбе народа Југославије јер су се у њој одржавала покрајинска саветовања КП. Секретар Покрајинског комитета Светозар Марковић Тоза штампао је у овој кући први број листа Истина, 1942. године.
Скромних је димнезија, а грађена је од опеке и набоја са двосливним кровом који је покривен тском. Ужом страном кућа излази на регулациону линију улице, а у једном делу куће налазила се партизанска војна база. Кућа је била у лошем стању, али је рестаурирана.